# Пруски език
Пруският (Prūsiskai Bilā) е мъртъв западнобалтийски език, който се използва до началото на XVIII век от племето пруси в части от днешна Германия и Полша. Езикът е подобен на другите западнобалтийски езици - куронски и судовиански и по-малко на източнобалтийските езици - литовски и латвийски.